# Peter Kanin
Peter Kanin er den mest kendte figur skabt af børnebogsforfatteren Helene Beatrix Potter.
Den første bog med Peter Kanin var The Tale of Peter Rabbit (Fortællingen om Peter Kanin) som udkom i 1902. Selvom Peter Kanin er et dyr, er han er klædt i tøj. Han har en blå jakke på og går rundt i træsko.
Peter Kanin-serien er blevet udgivet på 35 sprog, og mere end 151 millioner eksemplarer af bøgerne er blevet solgt. Frederick Warne & Company havde rettighederne til bøgerne fra 1943 til 2002.
I perioden 1992-1995 producerede BBC en tegnefilmserie på 9 episoder med titlen The World of Peter Rabbit and Friends.
Historien er endvidere blevet filmatiseret i 2018 og udgivet som Peter Kanin.

## Bøger/fortællinger om Peter Kanin
Peter Kanin spiller en rolle i følgende bøger/fortællinger af Beatrix Potter:
- The Tale of Peter Rabbit (Fortællingen om Peter Kanin)
- The Tale of Benjamin Bunny (Fortællingen om Benjamin Kaninsen)
- The Tale of Mrs. Tiggy-Winkle (Fortællingen om Fru. Strikke-Prikke)
- The Tale of Ginger and Pickles (Fortællingen om Rosiner og Marmelade)
- The Tale of the Flopsy Bunnies (Fortællingen om Flopsy-kaninerne)
- The Tale of Mr. Tod (Fortællingen om hr. Lumsk)